# Giacomo Luigi Cheng
Giacomo Luigi Cheng (ur. 21 października 1881 w Petriu, zm. 14 kwietnia 1952) – tajski duchowny rzymskokatolicki, wikariusz apostolski Chanthaburi.

## Biografia
22 maja 1910 przyjął święcenia prezbiteriatu.
11 maja 1944 papież Pius XII mianował go wikariuszem apostolskim Chantaburi oraz biskupem tytularnym barcusyjskim. 11 lutego 1945 przyjął sakrę biskupią z rąk wikariusza apostolskiego Wschodniego Syjamu René-Marii-Josepha Perrosa MEP. Współkonsekratorami byli wikariusz apostolski Rajaburi Gaétan Pasotti SDB oraz wikariusz apostolski Laosu Henri-Albert Thomine MEP.
Urząd wikariusza apostolskiego sprawował do śmierci 14 kwietnia 1952.